# Монтьери
Монтье́ри (итал. Montieri) — коммуна в Италии, располагается в области Тоскана, в провинции Гроссето.
Население составляет 1273 человека (2008 г.), плотность населения составляет 12 чел./км². Занимает площадь 108 км². Почтовый индекс — 58026. Телефонный код — 0566.
Покровителем населённого пункта считается святой Beato Giacomo da Montieri.

## Демография
Динамика населения:

## Администрация коммуны
- Официальный сайт: http://www.comune.montieri.gr.it/